# Kanton Pointe-Noire
Kanton Pointe-Noire (francouzsky Canton de Pointe-Noire) byl francouzský kanton v departementu Guadeloupe v regionu Guadeloupe. Tvořila ho pouze obec Pointe-Noire. Zrušen byl při reformě francouzských kantonů z roku 2014.